# S-7 (ubåt)
S-7 var en ubåt av Srednjaja-klass ("Srednjaja" betyder "medelstor") i sovjetiska Östersjöflottan. S-7 torpederades den 21 oktober 1942 av den finländska ubåten Vesihiisi.
Den 27 juli 1998 hittades vraket av ett svenskt-åländskt söklag.

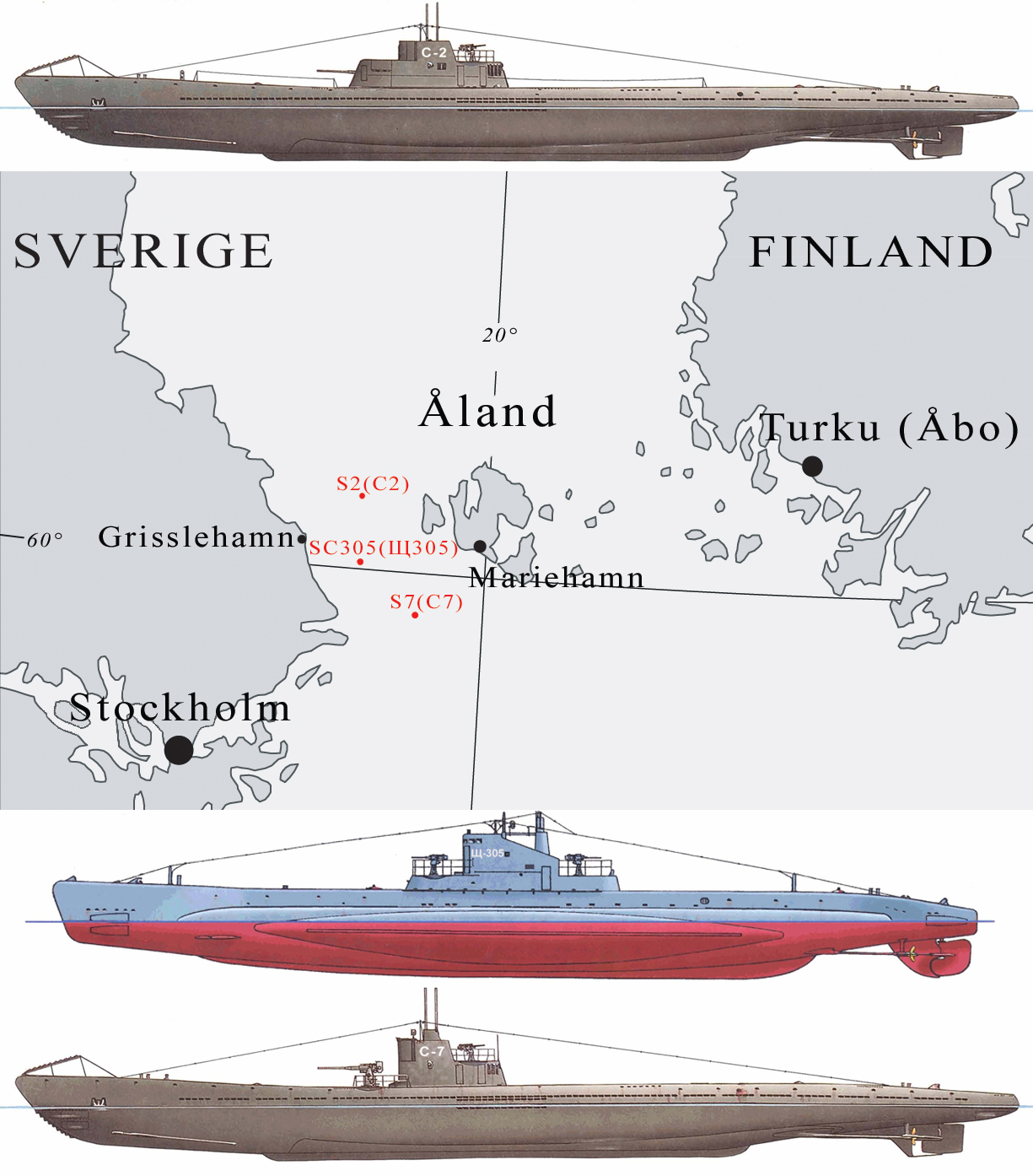
karta över förlista ubåtar vid Åland, med S-7 markerad och avbildad (nedersta).

## Ubåten S-7 och dess sänkning

### Ubåten S-7 och ubåtsklassen S
Den ryska S-klass ubåten var en följd av ett konfidentiellt marint samarbete mellan Sovjetunionen och Tyskland. År 1926 besökte en rysk delegation den tyska flottan och skeppsbyggnadsbyrån Ingenieurskantoor voor Scheepsbouw (IvS) som finansierades av Krupp-Germania och en hemlig marinfond via olika tyska skenföretag. Ryssarna framställde önskemål om ubåtsritningar, vilket tyskarna utlovade. Det hela resulterade i att IvS våren 1931 offererade en ubåt liknande den tyska IA-klass ubåten. Efter vissa justeringar påbörjades i Leningrad byggandet av de första S-klass ubåtarna och i december 1934 stapellades den första ubåten vid Ordzjonikidze-varvet. 
De tre första ubåtarna hade till en början numren N1-N3 (nemetskaja = tysk). Efter de första provturerna år 1936 ändrades emellertid beteckningarna till S1-S3 (srednjaja = medelstor). S-klass ubåten hade ett deplacement om 856 ton i ytläge och 1 090 ton i uläge. Längd, bredd och höjd var 77,98 m, 6,4 m och 4,44 m. Dess operationsradie var 9 800 sjömil med 10 knops hastighet i ytläge och 148 sjömil med 3 knops hastighet i uläge. I ytläge kom den upp i 19 knop och i uläge 9 knop. Max operativt dykdjup var 80 meter. Beväpning bestod av sex 533 mm torpedtuber (två i aktern och fyra i fören), en förlig 100 mm kanon och en aktra 45 mm kanon. Slutligen kom Sovjetunionen att under åren 1934-1947 bygga 48 S-klass ubåtar; S1-S3 (IX-serien) och S4-S6 (IXb-serien) vid Ordzjonikidze-varvet i Leningrad, S7-S20 (IXb-serien) och S46-S48 (XVI-serien) vid Krasnoje Sormovo-varvet i Gorkij, S21-S24 och S101-S104 (IXb-serien) vid Sudomech-varven i Leningrad, S25, S52 och S27 (XVI-serien) i Molotovsk, S31-S37 (IXb-serien) vid Marti-varvet i Nikolajev samt S51-S57 (IXb-serien) vid Dalzavod-varvet i Vladivostok.

### Ubåtens S-7 verksamhet före sänkningen
Röda flottan förfogade 1941 i Östersjön över 68 ubåtar, varav 13 S-klass. Innan kriget mot Tyskland hade man förlorat endast en ubåt, S-2 som gick under den 3 januari 1940 i en finsk minering vid Märkets fyr i Ålands hav. 
I samband med att operation Barbarossa igångsattes den 22 juni 1941 lade tyska och finska minläggare tusentals minor i Finska viken. Även Sovjetunionen placerade ut minspärrar då man misstänkte ett tyskt anfall. Sålunda kom Finska viken bara några dagar efter att det tyska anfallet inletts att vara avstängd från Östersjön. Totalt hade Tyskland, Finland och Sovjetunionen lagt ut över 5 200 minor och 2 000 svephinder/sprängbojar i Finska viken.
1941 var ett dystert år för de ryska Östersjöubåtarna. Framförallt under reträtten från Baltikum till Leningrad förlorade man i de finska och tyska mineringarna ett flertal ubåtar. Under tiden juni – november 1941 förlorade ryska Östersjöflottan totalt 29 ubåtar, varav sju S-klass, samtidigt som framgångarna var mycket begränsade. Enligt västerländska källor sänktes endast ett handelsfartyg om 3 724 bruttoregisterton (brt) genom direkt inverkan av ryska ubåtar.
Våren 1942 kompletterade de finska och tyska flottorna minspärrarna i Finska viken. Ubåtsnät lades också ut, vilka bevakades av ubåtsjägare beväpnade med sjunkbomber. Samtidigt utrustades 30 i Leningrad övervintrande ubåtar för ett ubåtskrig i Östersjön. Av dessa lyckades dock endast en del ta sig igenom minspärrarna och ut till Östersjön. En stor andel av ubåtarna mötte således sina öden då de stötte på minor och sjönk till botten med man och allt. Under år 1942 förlorade Röda flottan totalt tolv ubåtar i Östersjön, varav en S-klass. De ryska ubåtarnas framgångar å andra sidan har varit föremål för delade meningar. Enligt västerländska forskare skall ryska Östersjöubåtar under år 1942 genom direkt inverkan ha lyckats sänka 18 handelsfartyg om totalt 37 789 brt, medan ryska marinhistoriker hävdat att ubåtarna lyckats sänka 39 handelsfartyg om totalt 109 093 brt.
Målet för de sovjetiska ubåtarna var i första hand den så kallade "malmtraden", det vill säga de handelsfartyg som skeppade järnmalm från Luleå och Oxelösund till den tyska krigsindustrin. 
S-7 var en av de ubåtar som under våren 1942 utrustades i Leningrad för ett sjökrig. S-7 ingick i den första grupp om tio ubåtar som gick till sjöss i maj-juli (S-7 2 juli). Andra gruppen, också den bestående av tio ubåtar, gick ut i augusti-september. I oktober löpte den tredje gruppens 16 ubåtar ut. Av dessa hade sju ubåtar, bland annat S-7, deltagit i de tidigare turerna. Till en början patrullerade de sovjetiska ubåtarna ute på Östersjön, men i slutet av augusti började de uppträda i Ålands hav där det förekom omfattande sjöfart. 
I slutet av augusti återvände S-7 till Leningrad. 
| Datum          | Skepp      | Flagga       | Tonnage   | Noter               |
| -------------- | ---------- | ------------ | --------- | ------------------- |
| 9 juli 1942    | Margareta  | Sverige      | 1.272 BRT | lastfartyg (torped) |
| 11 juli 1942   | Luleå      | Sverige      | 5.611 BRT | lastfartyg (torped) |
| 30 juli 1942   | Kathe      | Nazityskland | 1.599 BRT | lastfartyg (torped) |
| 5 augusti 1942 | Pojanlahti | Finland      | 682 BRT   | lastfartyg (torped) |
| Total:         | Total:     | Total:       | 9.164 BRT |                     |

Den 27 juli 1942 attackerade S-7 också det tyska handelsfartyget Ellen Larsen (1.938 BRT ): torpederna missade dock målet och S-7 öppnade eld med sin kanon, vilket resulterade i att fartyget gick på grund.

### Torpederingen av S-7
Finlands ubåtsvapen bestod av fem ubåtar (Vetehinen, Vesihiisi, Iku-Turso, Saukko och Vesikko).
På grund av den ökade närvaron av fiendeubåtar i Ålands hav sommaren 1942 beordrades den finska ubåtsflottiljen till Mariehamn för att dagtid utföra eskorttjänst och på nätterna ägna sig åt ubåtsjakt. Man antog att de sovjetiska ubåtarna nattetid gick till ytan för att i skydd av mörker ladda sina batterier. De finska ubåtarna försågs således med extra beväpning i form av sjunkbomber i behållare på akterdäck. Varje ubåts patrulleringsområde avgränsades av ”ingenmansland” för att en i mörker uppdykande ubåt skulle kunna anfallas utan föregående identifiering. Kombinationen bra hydrofoner och ljudlös gång i ytläge med hjälp av elmotorer skulle förhoppningsvis ge resultat.
I oktober 1942 begav sig S7 ut på nytt uppdrag i Östersjön. På eftermiddagen den 21 oktober närmade man sig Söderarm i undervattensläge. När det hade blivit mörkt beordrade kapten Lisin ytläge för att ackumulatorerna skulle laddas. Hydrofonisten avlyssnade omgivningen och angav att inget främmande ljud kunde uppfattas. Ubåten bröt vattenytan och intog ytläge. Dieslarna startades och S-7 började gå mot norr. Lisin och fyra besättningsmän klättrade upp till bryggan i tornet. Månsken rådde och efter en stund kunde de urskilja det blinkande ljuset från Söderarms fyr om babord. De fem ryska besättningsmännen spanade ut över havet utan att kunna upptäcka något fientligt fartyg.
Den finska ubåten Vesihiisi befann sig samtidigt i ytläge i Ålands hav nordväst om Lågskär. Månen skymdes emellanåt av det halvmulna vädret vilket gjorde att det var mörkt även om sikten var god. Plötsligt upptäckte utkiken en främmande ubåt i ytläge i sydlig bäring fyra distansminuter från den finska ubåten. Vesihiisis befälhavare Olavi Aittola styrde sin ubåt i riktning mot den främmande ubåten och närmade sig den i ett gynnsamt läge utan att upptäckas av dess besättning. Ubåten identifierades som en sovjetisk ubåt av S-klass. 
Då Aittola bedömde att den sovjetiska ubåten var inom skotthåll avfyrade han en bogtorped från drygt en och en halv distansminuts avstånd. Ombord på Vesihiisi räknade man tiden det skulle ta för torpeden att nå sitt mål. Den beräknade gångtiden två minuter gick utan att någon explosion skett. Aittola trodde då att torpeden hade missat sitt mål, varför han lät öppna eld med 76 mm kanonen. Man han dock avfyra endast två skott då en dov smäll hördes och havet lystes upp av en hög eldpelare. Torpeden hade trots allt träffat S-7 vid aktern. S-7 skakades om av en våldsam explosion och de fem besättningsmännen i tornet kastades i vattnet samtidigt som S-7 sjönk mycket snabbt och lämnade endast en oljefläck på ytan. 
Efter bara några minuter var Vesihiisi framme vid förlisningsplatsen och plockade upp Lisin och tre andra besättningsmän som överlevt sänkningen. Innan Vesihiisi begav sig från förlisningsplatsen fällde man en sjunkbomb på den plats där olja steg upp till ytan. De fyra ryska besättningsmännen fördes i land för att förhöras av underrättelsetjänsten.  
Lisins bedrift att sänka fyra fartyg under ett och samma uppdrag uppmärksammades i Sovjetunionen. Bara två dagar efter att S-7 sänkts tilldelades Lisin "Gyllene Stjärnans orden" och hederstiteln "Sovjetunionens Hjälte," en utnämning som endast sex ubåtskaptener fick under andra världskriget. Hans porträtt hängdes upp på väggen i sjöofficersklubben i Kronstadt och han hyllades som en hjälte. När man senare fick veta att Lisin tagits till fånga och dessutom kanske avslöjat alltför mycket om den sovjetiska ubåtsflottan hamnade han i onåd och hans porträtt försvann diskret från sjöofficersklubbens vägg.

## Upptäckten av vraket

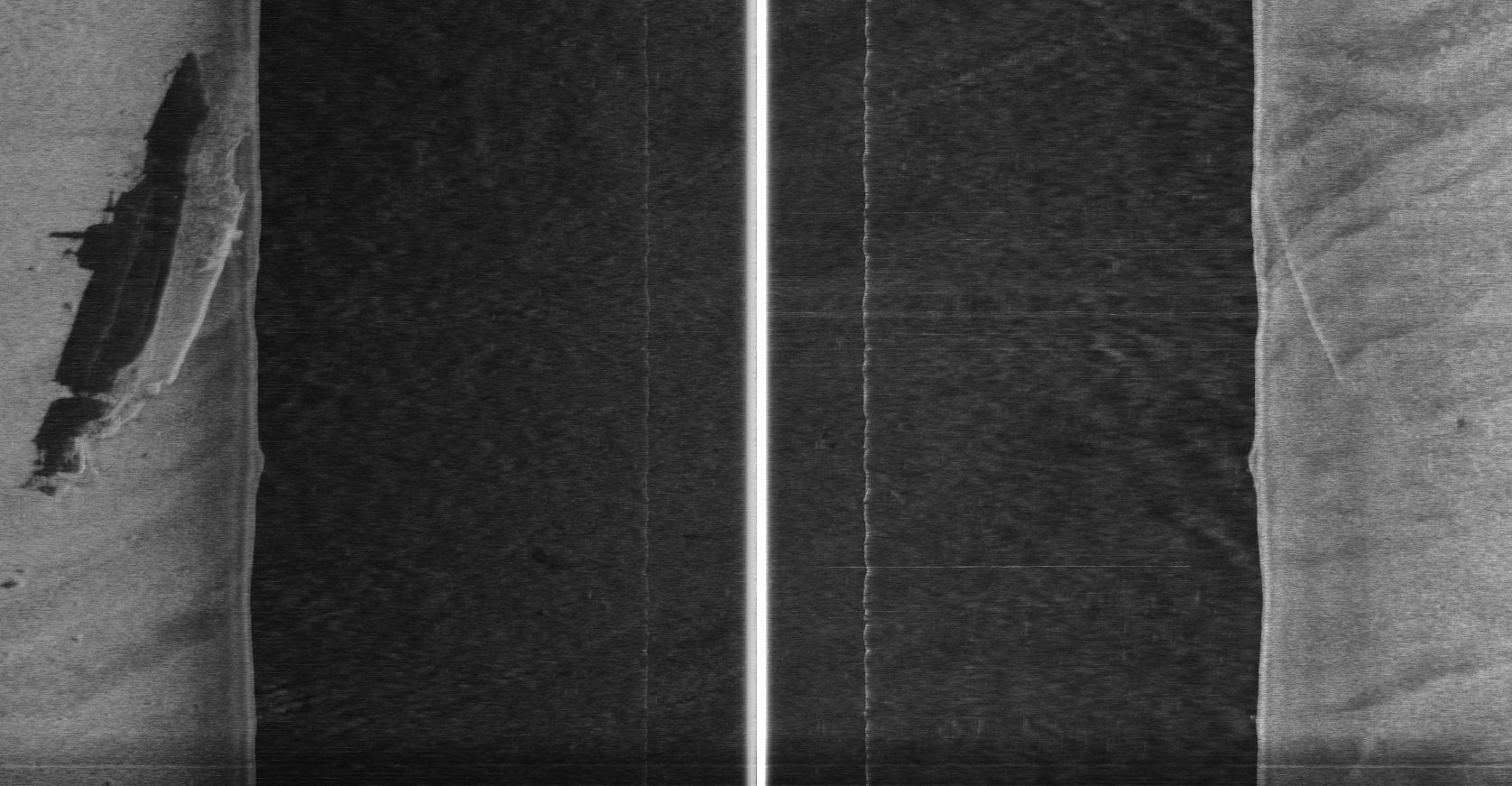
Sidescansonarbild 200 khz 2 x 65 m av vraket, tagen av Björn Rosenlöf.

Upptäckten av vraket av S7 började med att forskaren och ålänningen Kenneth Gustavsson hittade en relativt exakt förlisningsposition i Skärgårdshavets Kustbrigads krigsdagbok (finska Krigsarkivet). Utifrån positionsuppgifterna kunde vraket upptäckas den 27 juli 1998 av ett svenskt-åländskt söklag bestående av Anders Jallai, Björn Rosenlöf, Johan Candert, Tomas Fagerholm, Sture Hultqvist, Per Hedlund, Leif Skals och Michael Sundin. 
I augusti 1998 meddelade länsstyrelsen i Stockholms län med stöd av 2 kap 2 och 6 §§ Sjötrafikförordningen  (SFS 1986:300) (lagen.nu) beslut om Dyk-, ankrings- och fiskeförbud inom vattenområde kring fartygsvrak i Ålands hav, Norrtälje kommun, med ett förbudsområde som avgränsas av latituderna och longituderna 59°50,00'N och 59°52,00'N, 19°31,00'O och 19°33,00'O
I november 2005 beviljade länsstyrelsen i Stockholms län ett dyklag under ledning av Björn Rosenlöf dispens från dykförbudet vid S-7. I maj-juni 2006 genomförde dyklaget i dokumenteringssyfte sex dykningar vid vraket, varvid vraket fotograferades och filmades med undervattenkamera.